# KLM-Flug 543
Am 19. Februar 1958 verunglückte eine Douglas DC-6B auf dem KLM-Flug 543 (Flugnummer: KL543) auf dem Flughafen Kairo-Almaza. Bei einem nächtlichen Anflug kam es zur Bruchlandung auf der Landebahn. Den Unfall überstanden die 13 Passagiere und 7 der 8 Besatzungsmitglieder unverletzt. Der Erste Offizier wurde dagegen tödlich verletzt.

## Maschine
Bei der auf Flug 843 eingesetzten Maschine handelte es sich um eine Douglas DC-6B, die im Werk der Douglas Aircraft Company in Santa Monica, Kalifornien endmontiert wurde und ihren Erstflug im Jahr 1952 absolvierte. Es handelte sich um die 240. endmontierte DC-6 aus laufender Produktion, sie trug die Werksnummer 43552. Die Maschine war eines von sieben Flugzeuge dieses Typs, die bei der KLM in Betrieb waren und wurde am 26. April 1952 gleichzeitig mit den anderen sechs DC-6B mit dem Luftfahrzeugkennzeichen PH-TFK und dem Taufnamen Jan Huyghen van Linschoten im niederländischen Luftfahrzeugregister (Nr. 290) registriert. Am 5. Juni 1952 wurde die Maschine an die KLM ausgeliefert. Am 23. Februar 1954 wurde das Kennzeichen in PH-DFK geändert.
Die DC-6B war eine von dem Frachtflugzeug DC-6A Liftmaster abgeleitete Passagierversion. Sie war ein für damalige Verhältnisse sehr wirtschaftliches Flugzeug, das bei der KLM bevorzugt auf Interkontinentalstrecken eingesetzt wurde. Das viermotorige Langstreckenflugzeug war mit vier Sternmotoren des Typs Pratt & Whitney R-2800 Double Wasp mit einer Leistung von jeweils 2400 PS ausgestattet. Das Flugzeug hatte eine Reisegeschwindigkeit von 460 km/h, ein maximales Startgewicht von mehr als 45 Tonnen bei einer Reichweite von 3600 km. Die Maschine PH-DFK konnte für den Transport von 64 bis 92 Passagieren konfiguriert werden und wurde in der bekannten blau-weißen Rumpfbemalung mit dem Schriftzug The Flying Dutchman mit rot-weiß-blauem Seitenruder betrieben. Die Maschine hatte bis zum Zeitpunkt des Unfalls eine kumulierte Betriebsleistung von 18.492 Betriebsstunden absolviert.

## Passagiere und Besatzung
Es befanden sich 13 Passagiere und 8 Besatzungsmitglieder an Bord.
Flugkapitän war der 39-jährige Kanadier Harold John Musselman. Musselman verfügte über 10.492 Stunden Flugerfahrung, wovon er 3878 mit der Douglas DC-6 absolviert hatte. Er wohnte in Amstelveen. Erster Offizier war K. Moraal, Zweiter Offizier der 30-jährige Willem Jan Kroon aus Bussum, der über 2129 Stunden Flugerfahrung verfügte. Flugingenieur der Maschine war der 31-jährige J.M. de Koning, der für die Radiotelegraphie zuständige J.H.M. Smit war der Bordfunker der Maschine. Zu der Kabinenbesatzung gehörten der Purser J. Schouten, der Flugbegleiter W.F. Princes und die Flugbegleiterin E.M.E. Kwant.
Die Maschine wurde zum Unfallzeitpunkt durch den Zweiten Offizier Willem Jan Kroon gesteuert, welcher durch den Kapitän Harold John Musselman beaufsichtigt wurde. Der Erste Offizier K. Moraal war nicht an der Durchführung des Anfluges beteiligt.

## Flugplan
Bei dem KLM-Flug 543 handelte es sich um einen Interkontinentalflug von Amsterdam nach Kairo. Planmäßige Zwischenstopps waren in Prag, Wien, Athen und Beirut vorgesehen. Der Flug hatte am 18. Februar begonnen und sollte in der Nacht zum 19. Februar in Kairo enden. Der Start zum letzten Flugabschnitt erfolgte in Beirut um 23:48 Uhr Ortszeit.

## Flugverlauf
Die ersten vier Flugabschnitte wurden ohne nennenswerte Zwischenfälle geflogen. Der Unfall ereignete sich beim Landeanflug am Ende des fünften und letzten Flugabschnittes. Um 01:10 Uhr in der Nacht kontaktierte die Besatzung die Flugsicherung und gab an, dass sie sich in einer Flughöhe von 4500 Fuß (ca. 1370 Meter) in einer Entfernung von 15 Seemeilen (ca. 28 Kilometer) vom Flughafen entfernt befinde und diesen in Sicht habe. Die Piloten forderten eine Freigabe zum Anflug nach Sichtflugregeln an. Anschließend erteilte die Flugsicherung ihnen eine Landefreigabe. Die Kommunikation wickelte der Zweite Offizier Kroon ab. Die Piloten erhielten eine Freigabe zur Landung auf Bahn 34. Um diese anzufliegen, musste nach Sichtflugregeln eine rechtsseitige Platzrunde durchgeführt werden.
Um die Maschine beim Passieren der Landeschwelle bei Rückenwind im richtigen Abstand im Verhältnis zu Flughöhe und Landebahn zu bringen, wurde beim Gegenanflug ein Kurs von 135° geflogen. Die Sicht des im linken Sitz sitzenden Zweiten Offiziers Kroon auf die Landebahn war von seiner Position aus schlecht, sodass er auf Anweisungen von Kapitän Musselman angewiesen war. Als sich das Flugzeug auf der Höhe der Landebahnschwelle befand, meldete er dies seinem Kollegen. Kroon hielt den Abstand zur Landebahn nicht für groß genug und der Kurs veränderte sich durch seinen Weiterflug auf etwa 150°, welchen er für 35 Sekunden beibehielt. Mit 330 km/h war die Maschine zu schnell, Kroon bremste sie daraufhin auf 250 km/h herunter.
Am Ende des Gegenanflugs mit Rückenwind betrug die Geschwindigkeit der Maschine 230 km/h und war damit etwas zu gering. Das Fahrgestell wurde ausgefahren und Kroon flog die Maschine in die Rechtskurve.

## Unfallhergang
Um 01:13 Uhr kontaktierte die Besatzung die Flugsicherung erneut und meldete Fallwinde. Die Flugsicherung bestätigte den Empfang der Meldung und forderte die Piloten auf, sich im Endanflug nochmals zu melden.
Durch die Position der Landebahnbefeuerung erlag Kapitän Musselman einer optischen Täuschung. Er hatte den Eindruck, dass die Flughöhe geringer sei als erforderlich, und dass das Flugzeug zu weit von der Landebahn entfernt war. Er fand das nicht weiter problematisch, aber teilte dies Kroon mit. Dieser reagierte darauf, indem er sich nach vorne beugte, um eine bessere Sicht zu haben. Dabei drückte er versehentlich das Höhensteuer nach vorne. Die DC-6 touchierte in Landekonfiguration um 1:14 Uhr 4,5 Kilometer südöstlich von der Landebahnschwelle von Bahn 34 in einer Höhe von 180 Metern einen Hügel. Dabei brachen das rechte Hauptfahrwerk, etwa 1/3 des rechten Höhenruders sowie der Propeller von Triebwerk Nr. 4 ab.
Trotz des Zusammenstoßes mit dem Hügel blieb die Maschine flugfähig. Kapitän Musselman übernahm sofort nach der Kollision die Kontrolle über die Maschine. Eine Minute nach der Kollision erteilte die Flugsicherung Flug KL543 die Landeerlaubnis. Die Piloten forderten stattdessen eine Freigabe zur Notlandung an. Diese Nachricht wurde durch die Flugsicherung missverstanden, woraufhin diese die Landefreigabe für die Maschine wiederholte. Die Piloten wiederholten ihren Funkspruch und erhielten erneut nur eine Bestätigung der Landefreigabe.
Bei der Landung schaffte es Kapitän Musselman, die DC-6 auf dem linken Hauptfahrwerk und dem Bugrad zu landen. Die Maschine überschoss die Landebahn und rutschte in sandiges Terrain hinter der Piste, woraufhin das Bugfahrwerk brach. Die DC-6 schlitterte daraufhin im vorderen Bereich mit der Rumpfunterseite über den Grund, drehte nach rechts und blieb stehen.
Noch bevor die Maschine zum Stehen kam, öffnete der Erste Offizier K. Moraal die linke Kabinentür, um die Evakuierung einzuleiten. Er wurde dabei aus der Maschine gerissen und in den laufenden Propeller des Triebwerks Nr. 1 geschleudert. Moraal wurde dabei sofort getötet. Die übrigen 20 Insassen der Maschine überstanden den Zwischenfall unverletzt.

## Unfalluntersuchung
Die Zivilluftfahrtbehörde der Niederlande untersuchte den Zwischenfall und stellte dabei fest, dass die Landung sehr nachlässig durchgeführt wurde. Es gab Kursänderungen, die vorgeschriebene Geschwindigkeit wurde überschritten und weil die Rechtskurve zu steil geflogen wurde, verlor die Maschine an Höhe. Der Flugingenieur De Koning gab als Zeuge zu Protokoll, dass ihn Kroon zum Ausfahren der Landeklappen aufgefordert hatte und er ihn anschließend darauf hinweisen musste, dass er die Anweisung nicht befolgen könne, da die Geschwindigkeit des Flugzeugs zu diesem Zeitpunkt inakzeptabel hoch war.
Kroon dachte, er würde auf der Piste 05 landen und war überrascht, als ihm die Piste 34 zugewiesen wurde. Aufgrund der geflogenen Rechtskurve und seiner Sitzposition auf dem linken Sitz waren die Bedingungen für diese Landung erschwert. Erst nach dem Flug der Rechtskurve bereitete er sich mit der Karte auf die Piste 34 vor.
Die Flugunfallermittler kamen zu dem Schluss, dass der Unfall nicht passiert wäre, wenn das Flugzeug nur einen Meter höher geflogen wäre. Andererseits wurde hinzugefügt, dass, wenn das Flugzeug einen Meter tiefer geflogen wäre, das Ergebnis des Unfalls katastrophal gewesen wäre. Die Untersuchungskommission lobte Musselman für sein sehr schnelles Intervenieren nach dem Streifen der Hügel. Sie hob seine außergewöhnliche Leistung hervor, das Flugzeug nach der Kollision mit den Hügeln sicher zu landen. Es wurde jedoch angenommen, dass er die Kollision mit dem Gelände im Anflug mitzuverantworten hatte, da er die Aktionen des dritten Piloten Kroon und die Position der Höhenmesser unzureichend überwachte.
Bei der Unfalluntersuchung wurde ferner festgestellt, dass Bahn 34 des Flughafens Kairo-Almaza abwärts verlief. Befand sich der Startpunkt der Bahn in 311 Fuß Höhe (ca. 95 Höhenmeter), betrug die Höhe am Endpunkt 194 Fuß (59 Höhenmeter). Aufgrund dieser Besonderheit wirkte die Bahn im Vergleich zu eben gelegenen Landebahnen aus gleicher Flughöhe kürzer. Entsprechend konnten Piloten bei Anflügen auch bei korrekten Flughöhen den Eindruck gewinnen, dass sie niedriger fliegen als erforderlich.
Am 6. Februar 1959 veröffentlichte die niederländische Flugsicherheitsbehörde ihren Abschlussbericht zu dem Unfall. Darin folgerte sie, dass ein nachlässiges Anflugverfahren mit zu wenig Vorbereitung durch Kroon und mangelnde Wachsamkeit und zu geringe Aufsicht durch Musselman zu dem Unfall geführt hat.
Beiden Piloten wurde vorgeworfen, zu wenig auf die Höhenmesser und die Höhe der Hügel in der Gegend geachtet zu haben.

## Nach dem Unfall

### Personelle Konsequenzen
Die KLM hatte kurz vor dem Unfall ein Verbot ausgesprochen, Piloten im Rang des Zweiten Offiziers bei nächtlichen Landungen einzusetzen, selbst unter Aufsicht von befugten Kapitänen. Der Brief erreichte Musselman allerdings erst 2 Tage nach dem Unfall. Der Kapitän erhielt aufgrund seines Handelns eine Disziplinarstrafe – ihm wurde die Fluglizenz für eine Dauer von 2 Wochen entzogen. Der dritte Offizier Kroon wurde verwarnt. Als der Bericht des Niederländischen Luftrats Anfang 1959 veröffentlicht wurde, war jedoch Kroon zwischenzeitlich zum Rang des Ersten Offiziers befördert worden.

### Verbleib des Flugzeugs
Die Maschine wurde trotz ihrer schweren Beschädigungen nach dem Unfall wieder instand gesetzt und weiterbetrieben. Am 14. November 1960 wurde die Maschine an die kolumbianische Rutas Aéreas SAM verleast, wo sie mit dem Luftfahrzeugkennzeichen HK-535 betrieben wurde. Am 19. Mai 1961 kehrte das Flugzeug mit seinem Kennzeichen PH-DFK zur KLM zurück. Am 26. Juni 1962 verkaufte die KLM das Flugzeug an die ein Jahr zuvor als Charterfluggesellschaft gegründete Adria Aviopromet aus der Sozialistischen Föderativen Republik Jugoslawien. Die DC-6 ging bei ihrer neuen Eigentümerin mit dem Kennzeichen YU-AFE in Betrieb. Im Oktober 1968 wurde die Maschine an die Brothers Air Service Co. verkauft, die die mit dem neuen Kennzeichen VR-ABJ zuließ und ab Juni 1969 dann mit dem neuen, jemenitischen Kennzeichen 7O-ABJ betrieb. Dieses behielt die Maschine, als sie am 3. September 1971 auf den neuen Halter Grive and Irvin zugelassen wurde. Im Mai 1973 wurde die Maschine schließlich durch die Iscargo Iceland übernommen und als TF-ABJ zugelassen. Im Jahr 1974 wurde die Maschine schließlich in Reykjavík endgültig außer Dienst gestellt und dann ausgeschlachtet.

### Geschichte des Flughafens
Der Flughafen Kairo-Almaza wurde 1963 nach einem Ausbau des Flughafens Kairo-International teilweise durch diesen ersetzt und wird seitdem als Almaza Air Base überwiegend militärisch und für wenige private Charterflüge genutzt.